# Lijst van voetbalinterlands Aruba - Nederlandse Antillen (vrouwen)
Deze lijst van voetbalinterlands is een overzicht van alle officiële voetbalinterlands tussen de nationale vrouwenteams van Aruba en de Nederlandse Antillen. De landen hebben één keer tegen elkaar gespeeld.

## Wedstrijden
| № | Plaats     | Datum      | Competitie           | Wedstrijd                    | Uitslag |
| - | ---------- | ---------- | -------------------- | ---------------------------- | ------- |
| 1 | Oranjestad | 5 mei 2006 | WK 2007 kwalificatie | Aruba − Nederlandse Antillen | 1 − 2   |

## Samenvatting
| Competitie      | Totaal gespeeld | Winst Aruba | Gelijk | Winst Nederlandse Antillen | Doelsaldo Aruba – Nederlandse Antillen |
| --------------- | --------------- | ----------- | ------ | -------------------------- | -------------------------------------- |
| WK kwalificatie | 1               | 0           | 0      | 1                          | 1 − 2                                  |
| Totaal          | 1               | 0           | 0      | 1                          | 1 − 2                                  |